# Maria II. (Portugal)

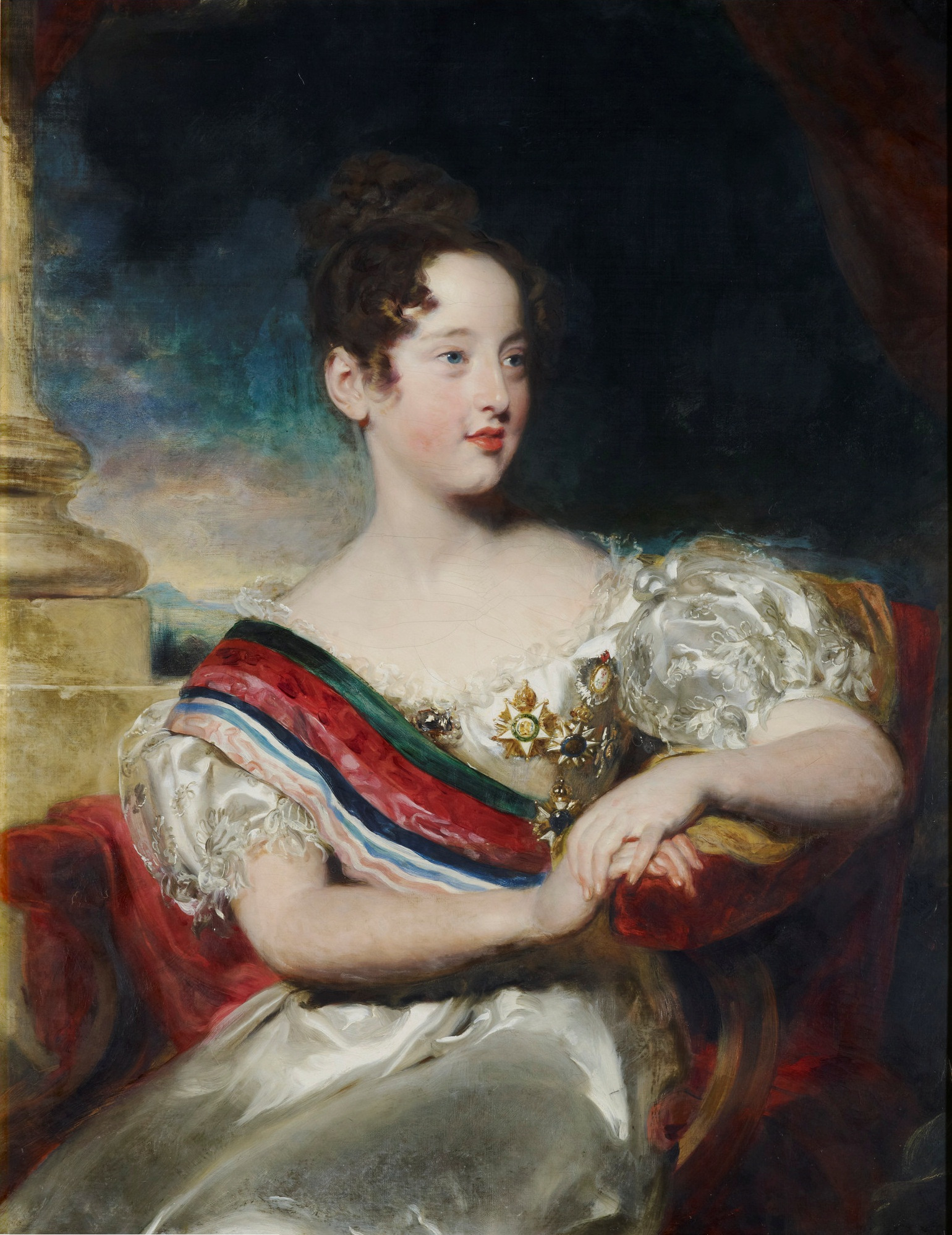
Königin Maria II. von Portugal

Maria II. (auch Maria II. da Glória; * 4. April 1819 in Rio de Janeiro; † 15. November 1853 in Lissabon) war von 1826 bis 1828 und von 1834 bis 1853 Königin von Portugal. Sie war die letzte Herrscherin dieses Landes aus dem Haus Braganza.
Marias Vater Peter, der von 1822 bis 1831 Kaiser Brasiliens war, wurde 1826, durch den Tod seines Vaters Johann VI., auch portugiesischer König, verzichtete aber noch im selben Jahr zu ihren Gunsten auf den portugiesischen Thron. Dieser wurde jedoch 1828 von ihrem Onkel Michael usurpiert. Der Sieg ihres Vaters im Miguelistenkrieg verschaffte ihr dann 1834 erneut die Herrschaft in Portugal, das nunmehr die Staatsform einer konstitutionellen Monarchie aufwies. Sie regierte in einer sehr bewegten Epoche, die von heftigen Auseinandersetzungen zwischen den Parteien der Cartisten und Setembristen geprägt war. Im Alter von nur 34 Jahren verstarb sie bei der Geburt ihres elften Kindes.

## Abstammung und frühe Kindheit
1819 als Maria da Glória Joana Carlota Leopoldina da Cruz Francisca Xavier de Paula Isidora Micaela Gabriela Rafaela Gonzaga geboren, war Maria die älteste Tochter des späteren Kaisers Peter I. von Brasilien und dessen erster, aus dem Haus Habsburg-Lothringen stammender Gemahlin Maria Leopoldine von Österreich. Ihr Vater war ein Sohn des Königs Johann VI. von Portugal und Brasilien. Maria kam im brasilianischen Rio de Janeiro auf die Welt, weil die portugiesische Königsfamilie 1807 nach einem Invasionsversuch Napoleons in Portugal nach Brasilien geflohen war. 1821 kehrte Johann VI. widerwillig nach Portugal zurück und ließ seinen ältesten lebenden Sohn Peter, also Marias Vater, als Regenten in Brasilien zurück. Dieser erklärte aber 1822 die brasilianische Unabhängigkeit und ließ sich zum Kaiser Peter I. von Brasilien ausrufen.
Ihre frühe Kindheit verlebte Maria unterdessen auf dem Gut São Cristóvão außerhalb Rios. Sie hatte mehrere Geschwister, von denen allerdings ihr Bruder Johann Karl bereits als Einjähriger im Februar 1822 verstarb, so dass ihr jüngerer Bruder Peter (II.) später (1831) den brasilianischen Thron erbte. Ab dem Zeitpunkt von dessen Geburt (2. Dezember 1825) bis zu ihrer Ernennung zur portugiesischen Königin (2. Mai 1826) führte Maria den Titel einer Prinzessin von Grão-Pará, durch den sie als Zweite in der brasilianischen Thronfolge ausgewiesen wurde. Zu ihren Schwestern gehörten unter anderen Januária und Franziska. Im königlichen Palast lebte auch eine brasilianische Mätresse Peters I., Domitila de Castro, die zur Hofdame von Marias Mutter aufrückte. Der Beziehung des brasilianischen Kaisers mit Domitila entsprangen vier Kinder. Als Peter I. neben seiner Gattin Leopoldine und seiner jungen Tochter Maria auch seine Geliebte Anfang 1826 auf eine Kreuzfahrt in den Norden Bahias mitnahm und diese offen an seiner Seite zur Schau stellte, musste er Domitila nach Ende dieser Reise auf Drängen Leopoldines schließlich aus dem Palast entfernen, womit seine Liaison mit Domitila aber keineswegs vorbei war. Am 11. Dezember 1826 starb Leopoldine an den Folgen einer Fehlgeburt zur großen Trauer Marias, die eine sehr enge Bindung zu ihrer Mutter gehabt hatte.

## Erste nominelle Regierung Portugals, Absetzung und Rückkehr nach Brasilien
Nach dem Tod seines Vaters Johann VI. am 10. März 1826 hatte der brasilianische Kaiser als Peter IV. auch den portugiesischen Thron bestiegen. Am 29. April erließ er eine neue Verfassung für Portugal, die ein Zweikammerparlament (Abgeordnetenhaus und Pairskammer) vorsehende sogenannte Charta. Da es ihm nicht möglich war, Portugal und Brasilien gleichzeitig zu regieren, trat er schon am 2. Mai 1826 als portugiesischer König zugunsten seiner erst siebenjährigen Tochter Maria zurück, die somit damals nominell zum ersten Mal den portugiesischen Thron bestieg. Die Regentschaft führte zunächst Peters Schwester Isabella Maria. Der brasilianische Kaiser hatte jedoch vor, seinen jüngeren Bruder Michael, der sich damals wegen seiner Opposition gegen eine konstitutionelle Monarchie in Portugal (da er absolutistisch regieren wollte) im Exil in Wien befand, zum Regenten für Maria zu berufen. Zuvor musste Michael die von Peter dem Land gegebene Charta akzeptieren und sich nach Einholung der päpstlichen Dispens wegen zu naher Verwandtschaft mit Maria verloben. Beim Erreichen des heiratsfähigen Alters sollte Maria ihren Onkel Michael ehelichen und mit diesem gemeinsam das Land regieren. Michael stimmte dem Vorschlag seines Bruders zu. In Wien wurde sogar eine Stellvertreterhochzeit gefeiert.
Nachdem Michael aber am 3. Juli 1827 von seinem Bruder Peter zum Regenten von Portugal ernannt worden und daraufhin dorthin zurückgekehrt war, setzte er die Charta außer Kraft und strebte selbst nach der Krone. Als der brasilianische Kaiser von der Intention seines Bruders erfuhr, beschloss er, seine Tochter Maria nach Europa zu schicken, bevor Michael zu viel Unterstützung zu bekommen vermochte. In Begleitung des Marques von Barbacena, der auch mit der Suche nach einer neuen Braut für Kaiser Peter I. beauftragt war, mehreren Offizieren und Dienern sowie unter dem Geleitschutz einer 30-köpfigen, aus Portugiesen und Deutschen bestehenden Wache machte sich Maria auf dem Seeweg nach Europa auf. Ihre Fregatte Imperatriz kam am 4. September 1828 vor Gibraltar an. Dort erhielten sie die Nachricht, dass Michael am 25. Juni 1828 von den Cortes zum König ausgerufen worden war.
Die Begleiter der entthronten jungen Königin beratschlagten, ob diese in Wien oder in England um Unterstützung ersuchen sollte, und sie entschieden sich für die letztere Option. Sie segelten zu den Britischen Inseln und legten am 14. September 1828 bei Falmouth an, wo Maria als Königin von Portugal begrüßt wurde und von einigen dort im Exil lebenden, den absolutistischen Tendenzen Michaels abholden Portugiesen Ehrenerweisungen erhielt. Die brasilianischen Besucher warteten dann in einem Landhaus in Laleham auf einen Empfang am Londoner Hof. Schließlich machte Maria nach monatelanger Wartezeit die Bekanntschaft König Georgs IV., der ihr zu Ehren am 28. Dezember 1828 in Windsor Castle ein prachtvolles Fest ausrichtete. Doch das Ministerium Wellington stand auf Seiten Michaels, mit dem es einen vorteilhaften Handelsvertrag zu schließen hoffte, und verweigerte Maria daher die Anerkennung. Auch die absolutistisch gesinnten habsburgischen Kreise unterstützten Michael. Dieser hatte ganz Portugal unter seine Kontrolle bekommen; nur die Azoren-Insel Terceira, die von einer Flotte der Miguelisten am 11. August 1829 vergeblich angegriffen wurde, hielt der Graf von Vila Flor für Maria.
Barbacena fand wenigstens nach langer Suche in der 17-jährigen Amélie von Leuchtenberg die zukünftige Braut für Peter I. von Brasilien. Er schiffte sich an Bord der Imperatriz mit Amélie und Maria am 30. August 1829 in Plymouth ein und landete am 16. Oktober 1829 im Hafen von Rio de Janeiro. Bereits am folgenden Tag fand die Hochzeit des brasilianischen Kaisers mit seiner Braut statt. Maria und ihre Geschwister wurden von ihrer jungen Stiefmutter liebevoll behandelt. Allerdings wollte Amélie nicht, dass auch die Kinder ihres Gatten von Domitila de Castro am Hof erzogen wurden. Darüber hinaus war Peters Beziehung mit seiner Mätresse nun beendet.

## Erfolgreicher Kampf für Marias Wiedereinsetzung
Kaiser Peter I. war weiterhin nicht bereit, den durch die Machtergreifung seines Bruders in Portugal verursachten Vertrauensbruch hinzunehmen. Er richtete für Maria einen Exilhof ein und verlangte von den bei ihm akkreditierten Gesandten europäischer Mächte, dass sie seine Tochter wie eine Königin behandelten. Am 7. April 1831 dankte er wegen innenpolitischer Probleme als Herrscher Brasiliens zugunsten seines einzigen noch lebenden Sohnes, von seiner verstorbenen Gattin Leopoldine, Peter II., ab. Für ihn war eine Regentschaft installiert worden, und er wollte mit Amélie und Maria nach Europa segeln, um dort den Kampf gegen seinen Bruder sowie für den Thron seiner Tochter zu eröffnen. Seine Abfahrt mit Gemahlin und Tochter an Bord eines britischen Kriegsschiffs von Rio de Janeiro verzögerte sich aber. Daraufhin begab sich das königliche Trio an Bord der HMS Volage, erfuhr aber vom englischen Botschafter, als es schon beim Ablegen begriffen war, dass Maria nicht mitfahren könne, da der englische Hof ihren Onkel Michael als portugiesischen König anerkannte und daher ihre Anwesenheit auf einem britischen Kriegsschiff zu diplomatischen Verwicklungen führen würde. Schließlich machte sich Maria an Bord eines französischen Handelsschiffes unter einem Decknamen auf den Weg und traf ihren Vater in Paris. Die brasilianische Kaiserfamilie wurde vom seit 1830 Frankreich regierenden „Bürgerkönig“ Louis-Philippe I. herzlich empfangen und kam bei ihm und seiner Gattin unter. Maria wurde eine enge Freundin von Louis-Philippes Tochter Clementine und erhielt in Paris ihre weitere Erziehung.
Unterdessen begann der zwischen Peter und seinem Bruder Michael ausgetragene Miguelistenkrieg, wobei auf Peters Seite liberal gesinnte Portugiesen und auf der Gegenseite die Absolutisten kämpften. Peter reiste im Frühjahr 1832 auf die Azoren, von denen mittlerweile alle Inseln unter die Kontrolle der Gegner Michaels gefallen waren. Von dieser Inselgruppe aus startete Peter eine Invasion Portugals. Mit seiner Expeditionsflotte landete er am 8. Juli 1832 bei Porto, besetzte diese Stadt kampflos und hielt sich hier ein ganzes Jahr gegen die Miguelisten. Der schottische Marineoffizier Charles John Napier eroberte in seinem Auftrag die Algarve für Maria und vernichtete auch am 5. Juli 1833 beim Cabo de São Vicente Michaels Flotte. Am 24. Juli 1833 konnte der auf Peters Seite kämpfende Graf von Vila Flor, der mittlerweile den Titel eines Herzogs von Terceira erhalten hatte, in Lissabon einziehen. Maria wurde zur konstitutionellen Königin von Portugal und Algarve ausgerufen. Peter traf in Lissabon fünf Tage später ein und übernahm die Regentschaft für seine Tochter. Maria, seit dem 4. April 1833 Herzogin von Porto, wurde nun von Seiten Englands und Frankreichs als Herrscherin Portugals anerkannt. Sie machte sich mit ihrer Stiefmutter an Bord eines portugiesischen Kriegsschiffes am 7. September 1833 von Le Havre aus auf den Weg nach Portugal. Sie landeten unterwegs in Plymouth, wurden jedoch von König Wilhelm IV. in Windsor eher kühl empfangen und kamen nach weiterer Seefahrt am 21. September im Hafen Lissabons an. In dieser Stadt wurden Maria und Amélie von den Volksmassen begeistert begrüßt und fuhren in einer goldenen Kutsche zum, nahe Lissabon gelegenen, Palácio Nacional de Queluz. Am 23. September 1833 erfolgte Marias Krönung. Ihr Vater war aber ernsthaft krank, wogegen auch ein Kuraufenthalt in der Schweiz wenig Abhilfe schaffte.
Der Miguelistenkrieg dauerte noch fort. Im Vertrag der Quadrupelallianz, der am 22. April 1834 in London unterzeichnet wurde, verpflichteten sich neben dem portugiesischen Regenten Peter auch die Könige Wilhelm IV. von Großbritannien und Louis-Philippe I. von Frankreich sowie die spanische Regentin Maria Christina zur Vertreibung von Peters Bruder Michael sowie des spanischen Infanten Karl. Dem Herzog von Terceira gelang am 16. Mai 1834 der entscheidende Sieg gegen die Miguelisten in der Schlacht von Asseiceira. Am 26. Mai 1834 gab Michael schließlich im Vertrag von Evoramonte seine Ansprüche auf den portugiesischen Thron auf und musste dauerhaft ins Exil gehen. Maria wurde dadurch erneut unumstrittene Königin. Schon zuvor hatte ihr Vater die von ihm 1826 erlassene Verfassung wieder in Kraft gesetzt.
Für den 28. August 1834 berief Peter die Cortes ein, bei welcher Sitzung die Frage der Verheiratung Marias diskutiert wurde. Ein zur Klärung dieses Punktes eingesetzter Ausschuss befand, dass der Artikel 19 der Charta, nach dem die Königin sich mit keinem ausländischen Prinzen hätte vermählen dürfen, nicht anzuwenden sei, da es keine geeigneten portugiesischen Heiratskandidaten gäbe; die Wahl von Marias Gatten sei ihrem Vater Peter anheimzustellen. Eine große Mehrheit sprach sich für diese Ansicht aus, die auch in der Pairskammer durchging, wobei die Ernennung von 24 neuen Mitgliedern dieses Stimmverhalten sicherstellte. Louis-Philippe I. hatte seinen Sohn, den Herzog von Nemours, als Marias künftigen Gemahl vorgeschlagen, war aber damit am Widerstand des den französischen Einfluss fürchtenden England gescheitert. Peter wünschte, dass seine Tochter einen Bruder seiner zweiten Gemahlin, August Beauharnais von Leuchtenberg, ehelichen sollte. Da er immer kränker wurde, legte er die Regentschaft nieder und ließ Maria am 18. September durch die Cortes für volljährig erklären. Die nun im Vollbesitz der Autorität befindliche Königin legte zwei Tage später den Eid gemäß der Charta ab. Bereits am 24. September 1834 starb Peter im Palast von Queluz an Tuberkulose. Kurz vor seinem Ableben hatte er den Herzog von Palmela als Regierungschef (offizieller Titel: Präsident des Ministerrates; portugiesisch Presidente do Conselho de Ministros) an die Spitze von Marias Kabinett gesetzt.

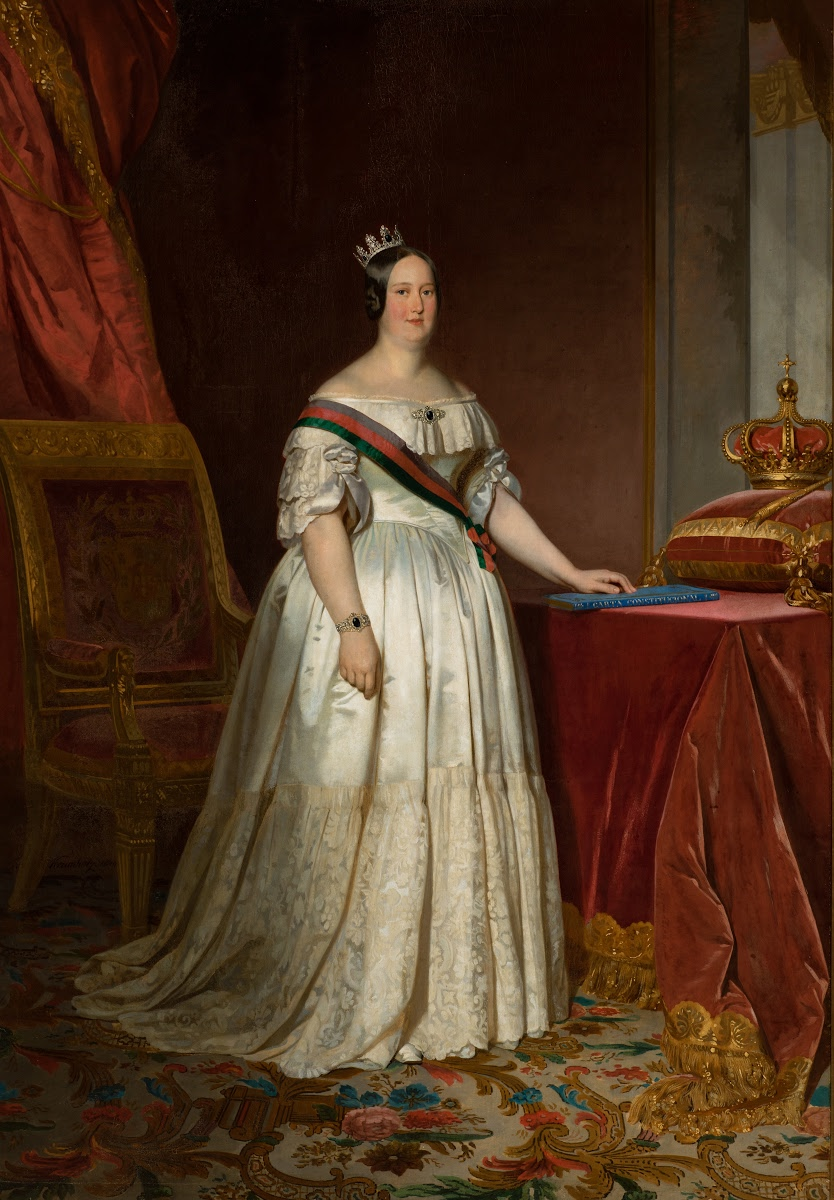
Maria II. von Portugal 1846

## Eigenständige Regierung Portugals
Nachdem die Absolutisten nun keine bedeutende politische Rolle mehr spielten, spalteten sich deren frühere Gegenspieler, die der Staatsform der konstitutionellen Monarchie anhängenden Liberalen, rasch in einen gemäßigteren rechtsliberal-konservativen Flügel, die sogenannten Cartisten, und in einen radikaleren linksliberalen Flügel, die sog. Setembristen. Erstere wollten die Verfassungscharta von 1826 beibehalten, Letztere die liberalere Verfassung von 1822 wiedereinführen. Die Epoche von Marias Herrschaft war geprägt von den Auseinandersetzungen zwischen diesen beiden Gruppierungen, die sogar zu Putschen und 1846/47 zu einem Bürgerkrieg führten. Die Königin stand dabei auf Seiten der Cartisten; in Zeiten, in denen die Setembristen die Oberhand hatten, unterstützte sie zum Teil offen die cartistischen Kräfte.

### Marias Heiraten und Kinder
Gemäß dem Wunsch ihres Vaters ging die 15-jährige Maria II. eine Ehe mit Herzog Auguste de Beauharnais von Leuchtenberg ein, den sie am 1. Dezember 1834 in Lissabon per procurationem und am 26. Januar 1835 ebenda in einer persönlichen Zeremonie heiratete. Der Gemahl der jungen Königin erhielt den Titel eines Prinzgemahls von Portugal, die Pairswürde und den Oberbefehl über die Streitkräfte, starb aber schon zwei Monate später am 28. März 1835 an einer Angina.
Bereits zwei Wochen nach dem Tod ihres ersten Gatten forderten beide Parlamentskammern die Königin auf, sich rasch wieder zu vermählen, um eine stabile Regierung zu gewährleisten. Auf Marias Betreiben eingeleitete Heiratsverhandlungen mit der französischen Königsfamilie scheiterten am englischen Widerstand; und auch ihre Stiefmutter Amélie sprach sich gegen eine solche Eheverbindung aus. Am 9. April 1836 vermählte Maria sich schließlich auf Vermittlung König Leopolds I. von Belgien mit dessen 19-jährigem Neffen Ferdinand aus dem Haus Sachsen-Coburg und Gotha, der erst nach der Geburt seines ersten Sohns als Ferdinand II. am 16. September 1837 iure uxoris König von Portugal wurde und auch nicht so bald Popularität bei seinen Untertanen gewann. Maria verband indessen eine tiefe Liebe zu ihrem zweiten Gemahl.
Maria führte, wie auch politische Gegner zugestanden, ein vorbildhaftes Familienleben und verwandte große Sorgfalt auf die Erziehung ihres Nachwuchses. Insgesamt bekam sie mit Ferdinand elf Kinder, von denen die beiden ältesten Söhne den portugiesischen Thron besteigen sollten:
- Peter V. (* 16. September 1837; † 11. November 1861), portugiesischer König 1853–1861
- Ludwig I. (* 31. Oktober 1838; † 19. Oktober 1889), portugiesischer König 1861–1889
- Maria (*/† 4. Oktober 1840), Totgeburt
- Johann Maria (* 16. März 1842; † 27. Dezember 1861), achter Herzog von Beja
- Maria Anna (* 21. Juli 1843; † 5. Februar 1884), ⚭ 1859 Prinz Georg, der spätere König Georg I. von Sachsen
- Antonia Maria (* 17. Februar 1845; † 27. Dezember 1913), ⚭ 1861 Fürst Leopold von Hohenzollern-Sigmaringen
- Ferdinand Maria Ludwig (* 23. Juli 1846; † 6. November 1861), starb mit 15 Jahren an der Cholera
- August Maria (* 4. November 1847; † 26. September 1889), Herzog von Coimbra
- Leopold (*/† 7. Mai 1849), Totgeburt
- Maria da Glória (*/† 3. Februar 1851), starb wenige Stunden nach der Geburt
- Eugen (*/† 15. November 1853), starb wenige Stunden nach seiner Mutter

### Regierung der Cartisten; Septemberrevolution
In den ersten beiden Jahren der selbständigen Regierung Maria II. dominierten cartistische, also der Königin politisch relativ genehme Regierungen. Damalige Ministerpräsidenten waren vor allem Personen, die sich im Miguelistenkrieg auf Seiten von Marias Vater Peter ausgezeichnet hatten. Verwaltung und Justiz wurden nach napoleonischem Vorbild reorganisiert. Auf religionspolitischem Gebiet wurden Orden aufgelöst, Besitztümer der Kirchen nationalisiert und zur Hebung der verheerenden finanziellen Situation Portugals verkauft sowie miguelistische Bischöfe entmachtet, so dass Portugal in scharfen Gegensatz zur katholischen Kirche geriet. Jedoch war allen damaligen Regierungen keine lange Lebensdauer beschieden.
So amtierte das Kabinett des Herzogs von Palmela, der sich unter anderem um eine Linderung der angespannten finanziellen Lage Portugals bemühte, aber scharfer Opposition von Seiten des Markgrafen (und späteren Herzogs) von Saldanha ausgesetzt sah, nur bis Anfang Mai 1835. Nachdem der Graf von Linhares im Mai 1835 als Regierungschef fungiert hatte, übernahm Saldanha bis November 1835 diese Funktion. Dann war José Jorge Loureiro bis April 1836 Ministerpräsident, woraufhin der Herzog von Terceira einer neuen Regierung vorstand, der unter anderem der für Finanzen zuständige José da Silva Carvalho sowie Agostinho José Freire und der Graf von Vila Real angehörten.
Unterdessen verstärkte sich die Opposition gegen die Herrscherin und ihre cartistischen Ministerien. Gefordert wurden von radikalen Linksliberalen unter anderem die Einrichtung eines aus lauter gewählten Mitgliedern bestehenden Einkammerparlaments, die Beschränkung des bisher absoluten Vetorechts der Königin gegenüber der Legislative auf ein solches mit bloß aufschiebender Wirkung sowie die Wiedereinführung der liberaleren Verfassung von 1822. Marias Versuch, ihrem Gemahl Ferdinand das Oberkommando über die portugiesischen Streitkräfte übertragen zu lassen, war in der Abgeordnetenkammer auf heftigen Widerstand gestoßen und abgelehnt worden. Als dann während der Amtsperiode des Kabinetts Terceiras Ferdinand zum Generalfeldmarschall befördert wurde und damit de facto doch den militärischen Oberbefehl erhielt, löste dies ebenso wie das Festhalten des Kabinetts an der Allianz mit England großes Missvergnügen auf Seiten der Oppositionellen aus.
Die Septemberrevolution von 1836 zog dann den vorläufigen Machtverlust der Cartisten nach sich. Als nämlich der Herzog von Terceira die Cortes auflöste und bei der anschließenden, wohl manipulierten, Neuwahl die Cartisten gewannen, wurden die von Manuel da Silva Passos angeführten setembristischen Abgeordneten aus Porto bei ihrer Ankunft in Lissabon am 9. September 1836 von Einwohnern der Hauptstadt begeistert begrüßt, woraufhin ein von der mit den Linksliberalen sympathisierenden Nationalgarde durchgeführter Putsch die Königin zur Ernennung einer setembristisch geprägten Regierung zwang. Der Graf von Lumiares wurde nun Ministerpräsident. Maria musste auch den Eid auf die von den Insurgenten proklamierte Verfassung von 1822 ablegen, ihr Gatte von der Heeresleitung zurücktreten. So büßte die Königin einen Teil ihrer Machtbefugnisse ein. Noch dazu nutzte der Guerillaführer Remexido die umwälzenden Ereignisse, um als Anhänger der Miguelisten für deren Sache in der Algarve bedeutende Fortschritte zu erzielen; später inhaftiert, wurde er am 2. August 1838 von einem Erschießungskommando in Faro hingerichtet.

### Periode setembristischer Kabinette

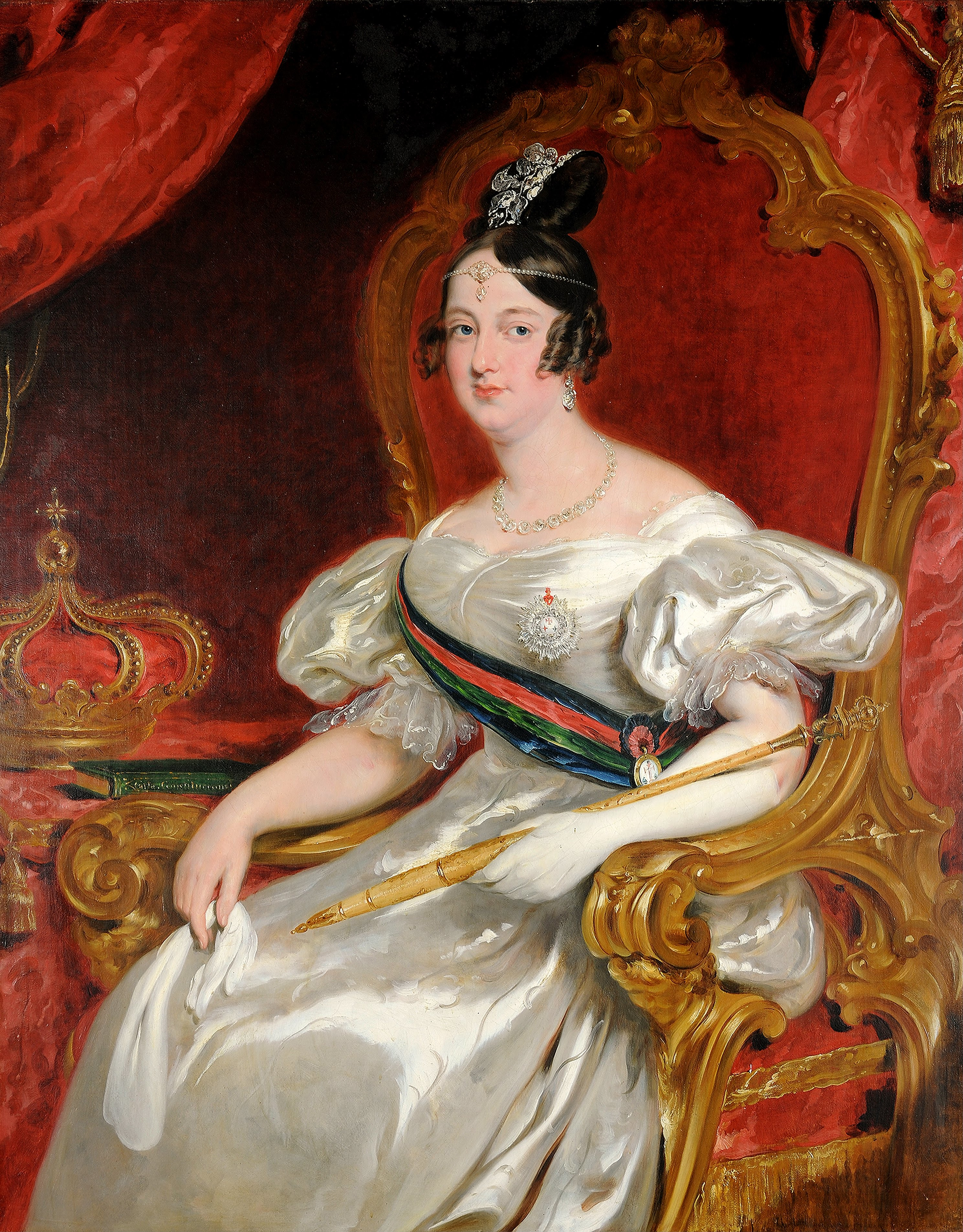
Königin Maria II. von Portugal

Das portugiesische Herrscherpaar sah in der Septemberrevolution eine Bedrohung seines Throns. Es zog sich in den Palast von Belém zurück, von wo aus Maria II. Anfang November 1836 eine Gegenrevolution (Belenzada) versuchte, indem sie das setembristische durch ein cartistisches Kabinett ersetzte und die Charta von 1826 wiedereinführte. Ihr Projekt scheiterte jedoch; und der frühere Minister Agostinho José Freire wurde sogar, als er sich zur Königin begab, grausam ermordet. Maria musste schließlich am 5. November 1836 die Installation einer neuen setembristischen Regierung unter der Führung des Viscount von Sá da Bandeira hinnehmen. Letzterer machte am 2. Juni 1837 António Dias de Oliveira kurzzeitig als neuem Ministerpräsidenten Platz, wurde aber bereits am 10. August 1837 wieder für knapp zwei Jahre Regierungschef.
Als die Setembristen an der Macht waren, setzten sie unter anderem etliche bedeutende Reformen wie jene des Schulwesens durch. Die Grundlagen eines modernen Steuersystems wurden gelegt; außerdem kam es zur Abschaffung der Sklaverei auch in den Kolonien. Den während der Amtszeit von António Dias de Oliveira im Juli 1837 ausgebrochenen, von führenden Cartisten wie den Herzögen von Terceira und Palmela sowie dem Markgrafen von Saldanha geleiteten sogenannten Aufstand der Marschälle schlugen die Setembristen im September 1837 nieder. Diese revidierten derweilen auch die Verfassung von 1822, indem sie die verfassungsgebende Cortes eine Charta ausarbeiten ließen, die von der Einrichtung eines Einkammerparlaments und der Verwendung des Begriffs der Volkssouveränität absah, aber eine Wahl der Mitglieder des Oberhauses anstelle der Ernennung von Pairs auf Lebenszeit durch die Krone vorsah. Das Dokument, laut dem die Herrscherin auch das absolute Vetorecht behielt, stellte einen Kompromiss zwischen den Forderungen der Cartisten und jenen der Setembristen dar. Die zwecks der Stabilisierung der Lage im Land mit den setembristischen Kabinetten zusammenarbeitende Königin beschwor die neue Verfassung an ihrem 19. Geburtstag (4. April 1838). Auf ihr Verlangen wurde auch eine allgemeine Amnestie verkündet. Zuvor hatten Regierungstruppen am 13. März 1838 die Meuterei einer militanten Gruppe von, im Lissaboner Arsenal stationierten, auf den Befehl von Soares Caldeira hörenden Nationalgardisten blutig unterdrückt.
Am 18. April 1839 stürzte das Kabinett Sá da Bandeiras. Sein Nachfolger als Regierungschef wurde bis zum 26. November 1839 der Baron von Ribeira de Sabrosa. Anschließend fungierte der Graf von Bonfim eineinhalb Jahre bis zum 9. Juni 1841 als Ministerpräsident. Die Königin konnte wegen des schwächer werdenden Einflusses der Setembristen erreichen, dass Bonfim ihren Vertrauten, den führenden Cartisten António Bernardo da Costa Cabral, zum Justizminister machte. Diese Position behielt Costa Cabral auch im letzten setembristischen Kabinett, dem Joaquim António de Aguiar vorstand.
Während Bonfims Amtszeit nahmen mehrere europäische Mächte wieder diplomatische Beziehungen zu Portugal auf. So erfolgte etwa 1841 nach bereits vom Kabinett Sá da Bandeiras eingeleiteten Verhandlungen mit dem Heiligen Stuhl Portugals Aussöhnung mit dem Papst. 1842 verlieh Gregor XVI. Maria II. die Goldene Rose und wurde Pate ihres dritten Sohnes Johann Maria.

### Cabralismus; Bürgerkrieg
Am 19. Januar 1842 erregten die Cartisten unter Führung Costa Cabrals in Porto einen erfolgreichen Aufstand gegen die letzte setembristische Regierung, der die Zustimmung der Königin fand. Der Herzog von Terceira trat daraufhin am 9. Februar 1842 nominell als Regierungschef an die Spitze eines neuen, mehr als vier Jahre amtierenden Kabinetts, doch war der darin als Innenminister fungierende Costa Cabral die eigentlich dominante Person. Dieser beherrschte daher die portugiesische Politik der Jahre 1842–1846 nahezu vollkommen, weswegen diese Zeitspanne auch Cabralismus (cabralismo) heißt.
Am 11. Februar 1842 stellte Costa Cabral Peters Verfassungscharta von 1826 wieder her. In der Folge rief er aufgrund seines autoritären Regierungsstils insbesondere in ländlichen Regionen Widerstand hervor, führte aber auch viele zukunftsweisende Reformen durch. So verbesserte er weiter die Beziehungen zum Vatikan, löste die den Setembristen ergebene Nationalgarde auf und gründete sie neu. Anfang 1844 erfolgte eine Militärinsurrektion (Aufstand von Torres Novas), an deren Spitze der Graf von Bonfim trat. Der Hauptsitz der Aufständischen war Almeida, das erst am 29. April 1844 fiel. Nach diesem Sieg regierte Costa Cabral noch diktatorischer. Er wurde 1845 von Maria II. zum Grafen von Tomar erhoben.
Der sogenannte Aufstand von Maria da Fonte, an dem sich auch Frauen maßgeblich beteiligten, beendete Costa Cabrals Herrschaft. Zu den Auslösern gehörte unter anderem der Regierungserlass, aus sanitären Gründen keine Bestattungen mehr in Kirchen zu erlauben. In der nordportugiesischen Provinz Minho empörten sich Bauern wegen des immer größer werdenden Steuerdrucks und griffen am 14. April 1846 eine Kaserne in Braga an. Diese Unruhen der Landbevölkerung breiteten sich rasch aus und erreichten ein solches Ausmaß, dass sie sogar die Herrschaft Marias II. zu bedrohen schienen. Die darüber bestürzte Königin entließ am 20. Mai 1846 Costa Cabral und beauftragte den Herzog von Palmela mit der Bildung eines gemäßigt cartistischen Kabinetts.
Während Costa Cabral außer Landes ging, suchte die neue Regierung durch Erlass einer Amnestie für politische Vergehen und andere Maßnahmen die Lage zu beruhigen und das zerrüttete Finanzwesen zu konsolidieren. Zwar ebbte nun auch die Revolte etwas ab, dauerten doch anarchische Zustände in vielen Teilen Portugals fort. In den nördlichen Provinzen operierten außerdem miguelistische Guerillabanden. In einer Palastrevolution (Emboscada) setzte Maria in der Nacht des 6. Oktobers 1846 Palmela ab, ernannte statt seiner den Markgrafen von Saldanha zum Ministerpräsidenten einer klar cartistischen Regierung und erhob diesen am 4. November 1846 zum Herzog. Die Nationalgarde wurde aufgelöst, das neue Kabinett mit diktatorischer Autorität ausgestattet und der Herzog von Terceira in den Norden Portugals gesandt, wo er die dortige Opposition militärisch unterdrücken sollte.
Diese Vorgangsweise Marias II. beschwor einen neuen Bürgerkrieg (Patuleia) herauf. Der Herzog von Terceira wurde bei seiner Ankunft in Porto verhaftet, und in dieser Stadt wurde die Königin auch des Thrones verlustig erklärt und eine Junta als setembristische Gegenregierung gebildet. Das Hauptheer der Aufständischen kommandierte zunächst Francisco Xavier da Silva Pereira, Graf von Antas. Den königlichen Truppen gelang trotz einiger Siege keine schnelle Niederwerfung der Insurgenten. Ein bedeutenderer Erfolg errang zwar Saldanha am 22. Dezember 1846 bei Torres Vedras gegen den Grafen von Bonfim, doch wurde die Lage für die Königin dann unter anderem durch den Zusammenschluss der Setembristen und Miguelisten wieder bedrohlicher.
Am 12. April 1847 wandte sich Maria II. auf Grundlage der Quadrupelallianz von 1834 an England, Frankreich und Spanien um Hilfe, welche Mächte auch Truppen zum Schutz der Königin und der Sicherung Lissabons schickten. Der britische Gesandte Sir H. Seymour konnte Maria zur Inaussichtstellung einer allgemeinen Amnestie, zur Bildung eines neuen gemäßigt liberalen und nach Saldanhas Demission ab dem 28. April amtierenden Kabinetts und zur Aufnahme von Verhandlungen mit den Aufständischen bewegen, die zunächst schleppend verliefen. Eine vom Grafen von Antas befehligte Flotte, die am 31. Mai bei Porto in See stach und Sá da Bandeira in Setúbal Verstärkungen zuführen sollte, musste sich einem englischen Geschwader ergeben. Wegen neuer Schwierigkeiten bei den Unterhandlungen wollte die Revolutionsjunta weiterhin Widerstand leisten, doch kapitulierte sie schließlich nach einer anglo-spanischen Seeblockade Portos und einer spanischen Landtruppenentsendung. Der Vertrag von Gramido vom 29. Juni 1847 beendete den Bürgerkrieg und bedeutete die Niederlage der Setembristen.

### Letzte Regierungsjahre Marias
Äußerlich kehrte langsam wieder Ruhe in Portugal ein, doch verhinderte unter anderem die anhaltende Finanzkrise eine wirkliche Konsolidierung der Lage. Maria II. zögerte längere Zeit, den Forderungen der mit ihr verbündeten Mächte nachzukommen, nahm aber auf deren Druck am 22. August 1847 eine Umbildung ihres Ministeriums vor. Die folgenden Corteswahlen gewannen die Cartisten und am 18. Dezember 1847 trat der Herzog von Saldanha wieder an die Spitze eines neuen Kabinetts. Die Königin eröffnete persönlich am 1. Januar 1848 die Cortes. Die wirtschaftliche Situation blieb aber weiterhin prekär, Handel und Gewerbe stagnierten und die Regierung, die weder die laufenden Ausgaben noch die Zinsen der Schulden bezahlen konnte, wusste keine Abhilfe für diese ökonomischen Probleme.
Dennoch hatte sich die Situation 1849 so weit beruhigt, dass die Königin Costa Cabral trotz dessen nach wie vor bestehender Unbeliebtheit am 18. Juni dieses Jahres anstelle Saldanhas zum Regierungschef zu ernennen wagte. Costa Cabral stand nun einem neuen Kabinett vor, in dem er auch den Posten des Innenministers bekleidete. Der seines hohen Amtes beraubte Saldanha betrachtete nun Costa Cabral als seinen gefährlichsten Konkurrenten und setzte ihm in der Folge heftigen politischen Widerstand entgegen. Um die Opposition gegen den Grafen von Tomar zum Schweigen zu bringen, verabschiedeten die regierungstreuen Mitglieder der Abgeordnetenkammer im März 1851 ein, viel Unmut hervorrufendes, Gesetz zur Einschränkung der Pressefreiheit. Darüber hinaus wurden Beamte und Soldaten nur unregelmäßig bezahlt. Saldanha stellte sich an die Spitze eines im folgenden April ausgebrochenen und von Teilen des Heeres getragenen Aufstandes. Daraufhin reichte Costa Cabral am 26. April 1851 seinen Rücktritt ein, den Maria II. annehmen und den siegreichen Saldanha am 1. Mai 1851 wieder zum Ministerpräsidenten ernennen musste.
Der Herzog amtierte bis zum 6. Juni 1856 nicht nur als Regierungschef, sondern auch als Kriegsminister und übte dabei bis Ende 1852 sogar diktatorische Vollmachten aus. Er gründete die Regenerationspartei und reformierte 1852 die Verfassungscharta von 1826 wesentlich, indem er diese u. a. in einem die direkte Wahl der Abgeordneten begünstigenden Sinn abändern ließ. 1853 widmete er sich vor allem der Verbesserung der schwierigen finanziellen Lage Portugals.
Zu dieser Zeit stand es mit der Gesundheit Maria II. nicht zum Besten. Mit 25 Jahren war sie fettleibig, hatte Probleme mit Kreislauf und dem Herzen. Die Ärzte rieten ihr, da es bereits bei ihren letzten Geburten Komplikationen gegeben hatte, von weiteren Schwangerschaften ab. Darauf soll sie geantwortet haben: „Wenn ich sterbe, sterbe ich auf meinem Posten!“ Am 15. November 1853 starb Maria II., nachdem schon ihre vorangegangenen Schwangerschaften schwierig verlaufen waren, bei der Geburt ihres elften Kindes Eugenio im Alter von nur 34 Jahren in Lissabon. Mit ihrer Regierung endete in Portugal die Herrschaft des Hauses Braganza. Marias Nachfolger wurde ihr ältester Sohn, Peter V. Über ihn kam das Haus Sachsen-Coburg und Gotha in Portugal zur Macht, die letzte Dynastie, die das Königreich Portugal regieren sollte. Maria II. wurde im königlichen Pantheon des Hauses Braganza im Kloster Sao Vicente de Fora in Lissabon beigesetzt.